# 高河镇 (怀宁县)
高河镇，是中华人民共和国安徽省安庆市怀宁县下辖的一个镇。

## 行政区划
高河镇下辖以下地区：
高河社区、凌桥社区、新山社区、陶亭社区、前进社区、金塘社区、金星社区、骑龙社区、城北村、城东村、平安村、独枫村、查湾村、太极村、红旗村、粉铺村、谢山村、长铺村、全丰村、万兴村、方祠村、新建村、双牧村和和平村。